# Götz Aly

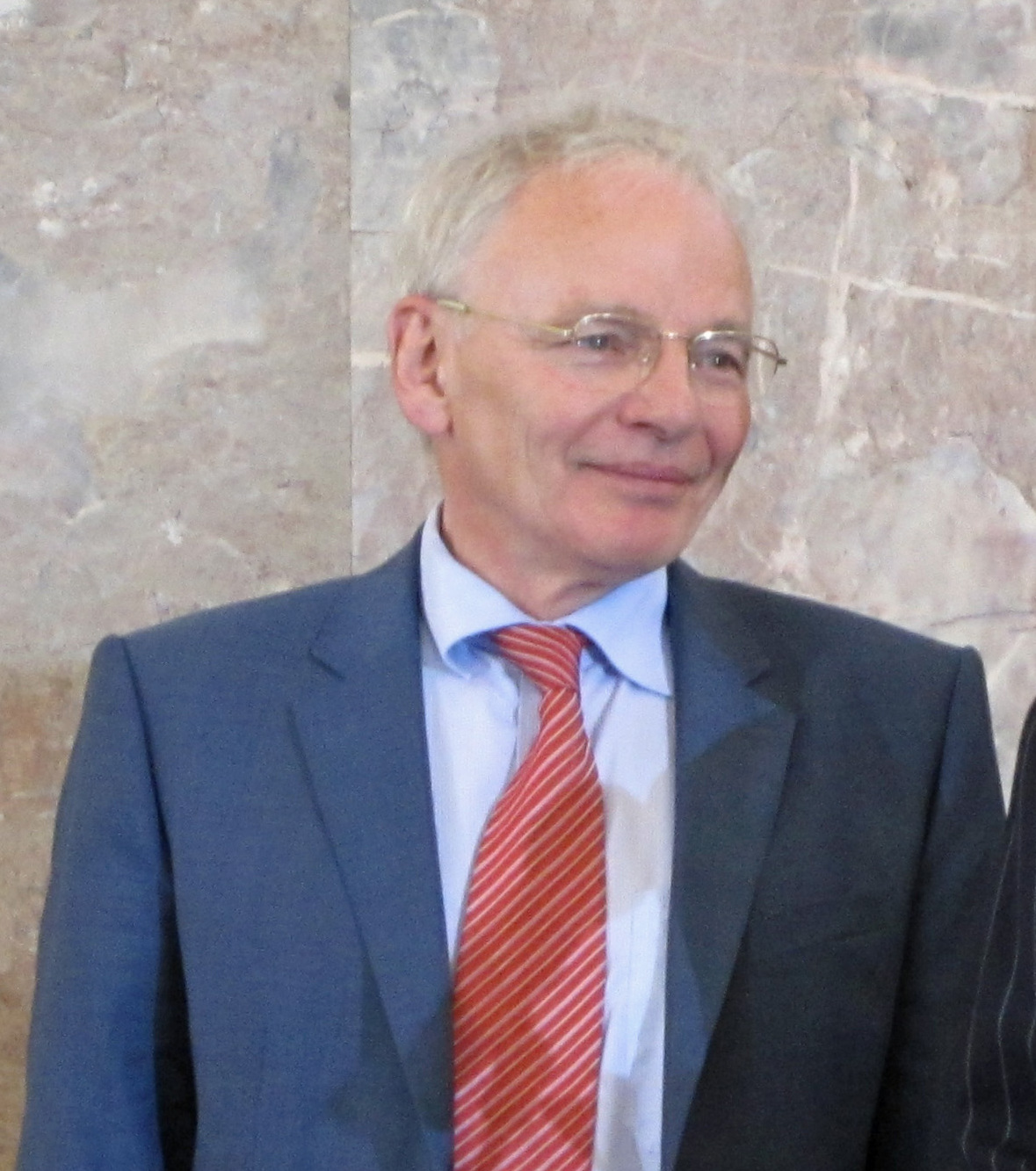
Götz Aly bei der Verleihung des Ludwig-Börne-Preises 2012

Götz Haydar Aly (Betonung: Ály; * 3. Mai 1947 in Heidelberg) ist ein deutscher Politikwissenschaftler, Historiker und Journalist. Seine Themenschwerpunkte sind nationalsozialistische Rassenhygiene, Holocaust und Wirtschaftspolitik der nationalsozialistischen Diktatur sowie Antisemitismus des 19. und 20. Jahrhunderts. Zahlreiche seiner Bücher wurden in verschiedene Sprachen übersetzt.

## Leben
Götz Aly wurde als Sohn des Verlegers Ernst Aly (1912–2007) und dessen Frau Ottilie, geb. Schneider, in Heidelberg geboren. Er ist ein Nachfahre des königlich-preußischen Kammertürken Friedrich Aly und ein Enkel des Freiburger Philologen Wolfgang Aly (1881–1962). Sein Großvater mütterlicherseits, Friedrich Schneider (1888–1963), stammte aus Platz in Unterfranken (heute Ortsteil von Geroda), war Kaufmann und arbeitete später für eine Münchner Waggonfabrik. Aly besuchte Volksschulen und Gymnasien in Heidelberg (1954–1956), Leonberg (1956–1962) und Gräfelfing (1962–1967), wo er am Kurt-Huber-Gymnasium 1967 das Abitur ablegte. Dem Wehrdienst entging er durch eine Einstufung in die Ersatzreserve II. In den Jahren 1967 und 1968 ging er auf die Deutsche Journalistenschule in München. Anschließend studierte er bis 1971 Geschichte und Politische Wissenschaft an der Freien Universität Berlin.
Während seines Studiums engagierte sich Aly aktiv in der Studentenbewegung. Für die „Sozialistischen Arbeitskollektive“ wurde er im Sommer 1970 als studentischer Vertreter in den neu gebildeten Fachbereichsrat des Otto-Suhr-Instituts gewählt. 1971 gehörte er zu den Begründern und Redakteuren der Zeitung Hochschulkampf. Kampfblatt des Initiativkomitees der Roten Zellen in West-Berlin, das sich der maoistischen Proletarischen Linken/Parteiinitiative zuordnete. Er beteiligte sich am 24. Juni 1971 an einer Aktion, bei der Aktivisten der „Grundsemester-Organisation“ (GSO) in ein Seminar des Professors Alexander Schwan eindrangen und gewalttätig gegen diesen vorgingen. Von Anfang 1972 bis Mitte 1973 engagierte er sich in der Roten Hilfe Westberlin.
Nachdem er 1971 sein Studium mit der Diplomprüfung im Fach Politikwissenschaft abgeschlossen hatte, arbeitete Aly ab 1973 als Leiter einer Kinder- und Jugendfreizeiteinrichtung in Berlin-Spandau. Im Juli 1978 wurde er an der Freien Universität Berlin mit der von Reinhart Wolff und Wolf-Dieter Narr begutachteten Studie Staatliche Jugendpflege und Lebensbedürfnisse von Jugendlichen, die auf seinen Erfahrungen im Bezirksamt Spandau beruht, zum Doktor der Wirtschafts- und Sozialwissenschaften promoviert. Von 1981 bis 1983 und von 1991 bis 1993 arbeitete Aly als Redakteur für Innenpolitik der neu gegründeten Tageszeitung taz. 1997 bis 2001 war er leitender Redakteur und bis Juni 2021 freier Autor der Berliner Zeitung. In den Zwischenzeiten schrieb er gelegentlich für die Frankfurter Allgemeine Zeitung, die Süddeutsche Zeitung, Die Zeit und den Spiegel.
Im Oktober 1982 beantragte Aly ein Habilitationsstipendium zum Thema „Die Entwicklung wissenschaftlicher Maßstäbe zur Begutachtung und Tötung behinderter deutscher Kinder in den Jahren 1939–1945. Vorschlag zur Aufhellung eines Tabus“ bei der Deutschen Forschungsgemeinschaft (DFG). Sein Interesse an den NS-„Euthanasiemorden“ hatte dabei nach eigenen Angaben seine 1979 geborene Tochter geweckt, die kurz nach ihrer Geburt eine Gehirnentzündung bekommen und einen schweren zerebralen Schaden erlitten hatte. Die DFG lehnte Alys Antrag ab, weil die Zeithistoriker Eberhard Jäckel und Karl Dietrich Bracher zwar das Forschungsvorhaben befürworteten, aber die fachliche Qualifikation des promovierten Politikwissenschaftlers bezweifelten. Der dritte Gutachter, der Politologe Klaus Jürgen Gantzel, hatte ihm dagegen „innovatives Forscherpotential“ attestiert, „das gefördert werden sollte“. In den folgenden Jahren trieb Aly neben Klaus Dörner, Ernst Klee und Karl Heinz Roth die Erforschung der Krankenmorde im Nationalsozialismus maßgeblich voran. Von 1984 bis 1992 gab Aly die ersten zehn Bände der Beiträge zur nationalsozialistischen Gesundheits- und Sozialpolitik mit heraus, von 1985 bis 1988 leitete er das Projekt „Täterbiografien“ am Hamburger Institut für Sozialforschung.
1994 habilitierte sich Aly am Otto-Suhr-Institut der FU Berlin in Politikwissenschaft. Nach Gastprofessuren in Wien und Salzburg hatte er von 2004 bis 2006 die auf vier Semester angelegte Gastprofessur für interdisziplinäre Holocaustforschung am Fritz Bauer Institut in Frankfurt am Main inne. 2006 wurde er von Bundespräsident Köhler in den Stiftungsrat des Berliner Jüdischen Museums berufen, dessen Mitglied er bis 2020 war.
2011 lehnte das Otto-Suhr-Institut es trotz eines positiven Gutachtens von Hans Mommsen ab, Aly zum außerplanmäßigen Professor zu ernennen. Die Kommission begründete die Entscheidung im Fachbereichsprotokoll damit, Aly fehlten für eine politologische Professur die theoretischen und methodologischen Voraussetzungen. Der Erziehungswissenschaftler Micha Brumlik gab in der taz an, die Entscheidung sei auf Betreiben der Politikwissenschaftlerin Tanja Börzel und ihres Ehemanns Thomas Risse gefallen. Er urteilte, der Vorgang habe dem Otto-Suhr-Institut Schaden zugefügt. Der Journalist Jacques Schuster führte die Ablehnung in der Welt auf Alys Kritik an der 68er-Bewegung zurück. Aly kritisierte das Otto-Suhr-Institut im Zusammenhang mit der Plagiatsaffäre um den damaligen Verteidigungsminister Karl-Theodor zu Guttenberg, es gehe zu wenig gegen Plagiate in studentischen Hausarbeiten vor. In der Berliner Zeitung schrieb er die Kolumne Meine kleinen Guttenbergs, er war dort bis 2021 als Kolumnist tätig. Ein Artikel im Cicero warf Aly vor, bei seiner eigenen Dissertation wissenschaftliche Standards missachtet zu haben, und zitiert den Zweitgutachter Wolf-Dieter Narr mit der Aussage, er hätte die Arbeit nach seinen wissenschaftlichen Kriterien nicht annehmen dürfen.
Im Wintersemester 2012/13 hatte Aly die Sir-Peter-Ustinov-Gastprofessur am Institut für Zeitgeschichte der Universität Wien inne.
Götz Aly ist verheiratet, hat vier Kinder und wohnt in Berlin.

## Werk

### NS-Forschung
Hauptthema von Alys wissenschaftlicher Arbeit war zunächst die Geschichte des Holocaust, die er weitgehend außerhalb des etablierten Wissenschaftsbetriebs erforscht. Auslöser für die Beschäftigung mit dem Thema „Holocaust“ war das bis dahin umfangreichste Ermittlungsverfahren zur Euthanasie während des Dritten Reichs, das 1981 in Hamburg durchgeführt wurde. Aly zieht zur Erklärung des Holocaust weniger das ideologische Moment (Rassenwahn, Antisemitismus) als vielmehr rationale Gründe heran. Hierfür zentral ist das 1991 mit Susanne Heim veröffentlichte Buch Vordenker der Vernichtung, in dem die Autoren pointiert wirtschaftliche und bevölkerungspolitische Motive in der Genese des Holocaust hervorheben. Um dieses Buch entbrannte eine wissenschaftliche Debatte, die sich insbesondere im von Wolfgang Schneider herausgegebenen Sammelband „Vernichtungspolitik“ (ebenfalls 1991) widerspiegelt. Einige Autoren äußerten sich kritisch zu Alys und Heims Thesen und zu ihrer Methodik, insbesondere Forscher wie Ulrich Herbert oder Norbert Frei.
Mit seinem Werk Endlösung (1995), das den Holocaust in die Umsiedlungspolitik der Nationalsozialisten einordnet und etliche neue Quellen auswertet, stieß Aly hingegen überwiegend auf Akzeptanz, so von Hans Mommsen und Raul Hilberg. Das 2005 erschienene Buch Hitlers Volksstaat löste in Fachkreisen dagegen wieder Kontroversen aus. Aly bezeichnete das NS-Regime als eine „Gefälligkeitsdiktatur“, von der die Deutschen seiner Ansicht nach unmittelbar profitierten und die durch soziale Fürsorge egalitäre Prinzipien zu verwirklichen suchte.
2002 bis 2010 gehörte Aly zu den Initiatoren und Herausgebern der auf 16 Bände angelegten Quellenedition Die Verfolgung und Ermordung der europäischen Juden durch das nationalsozialistische Deutschland 1933–1945 (VEJ), in der private Stimmen ebenso dokumentiert werden sollen wie auch staatliche und parteidienstliche Stellen sowie Verfolgte oder Augenzeugen. Das Langzeitprojekt wird von der Deutschen Forschungsgemeinschaft mit rund 250.000 Euro pro Band finanziert und ist damit zurzeit das aufwendigste geisteswissenschaftliche Projekt der DFG.
Für Widerspruch sorgten Äußerungen Alys während einer Pressekonferenz anlässlich der umstrittenen Berliner Kolonialismus-Ausstellung „Die Dritte Welt im Zweiten Weltkrieg“, die die Leistungen der „Kolonialvölker“ für die Befreiung Deutschlands im Zweiten Weltkrieg würdigen sollte. Aly kritisierte den angeblich verharmlosenden Umgang der Ausstellungsmacher mit dem Thema der nazifreundlichen Kollaborateure. Mahatma Gandhi sei „einer der größten Freunde“ der Nazis gewesen, die schwarzen Soldaten „unfreie Befreier“, die eigentlich ein Interesse an der Niederlage ihrer Kolonialherren gehabt haben müssten. Im Übrigen könne „jedes Dorf in Südwestdeutschland von Vergewaltigungen durch schwarze Soldaten“ berichten, die „nicht anders als die Russen“ gehaust hätten. Die Behauptungen Alys wurden von dem britischen Veteranenvertreter Dennis Goodwin in der Tageszeitung The Daily Telegraph als haltlos zurückgewiesen.
In seinem 2011 erschienenen Buch Warum die Deutschen? Warum die Juden? vertritt Aly die These, die zentrale Ursache für den Holocaust sei ein spezifisch deutscher Sozialneid auf die bildungsaffineren Juden gewesen, der sich erst im Zuge der Industrialisierung im 19. Jahrhundert herausgebildet habe. Ulrich Herbert wendet dagegen ein, die direkte Verbindung zwischen materiellen Interessen und politischer Forderung greife deutlich zu kurz. „Ideologie“ sei nicht à la Aly etwas bloß „Ausgedachtes“, sondern ein Überzeugungsgebäude mit Welterklärungsanspruch und eigener Wirkungsmacht.
2013 erschien sein Buch Die Belasteten, in dem er beschreibt, wie die „Euthanasie“-Morde an ca. 200.000 Menschen in der Gesellschaft als „öffentlich bekanntes Geheimnis“ durchgeführt wurden; er zeigt das Verhalten von Angehörigen wie von Ärzten, für die dieses Töten therapeutischer Alltag war und die gleichzeitig reformerische Ziele für sich in Anspruch nahmen.
Sein 2017 publiziertes Buch Europa gegen die Juden. 1880–1945 schildert den modernen Antisemitismus als grenzüberschreitendes Phänomen, gespeist durch Nationalismus, Krisen und Sozialneid, das sich die deutschen Besatzer bei ihrer Politik der Deportationen und des Völkermords zunutze machen konnten. Martin Doerry bemängelt, bei Aly drehe sich alles um den Neid der Besitzlosen auf die geschäftstüchtigen Juden. Hitler aber habe den „internationalen Juden“ zum wahren Feind erklärt, der es auf die Auslöschung der deutschen Nation angelegt habe. Hitler habe insofern keine Beute machen, sondern die Juden vernichten wollen.

### Kritik an der 68er-Bewegung
In seinem 2008 erschienenen Buch Unser Kampf 1968 – ein irritierter Blick zurück analysiert Aly die Reaktion der Gegenseite auf die deutsche Studentenbewegung der 1960er Jahre. Er greift dabei auf Akten deutscher Behörden und zeitgenössische Reaktionen, unter anderem von Joseph Ratzinger, Ernst Fraenkel und Richard Löwenthal, zurück. Er kommt zu dem Schluss, dass die 68er ihren Eltern – der nationalsozialistisch geprägten „Generation von 1933“ – weitaus ähnlicher gewesen seien, als sie dies selbst wahrnehmen wollten.
Als Indizien für seine These benennt Aly den antibürgerlichen Impetus, die Gewaltbereitschaft, den Antiamerikanismus, den latenten Antisemitismus, das Ausblenden von Kritik an linken Despoten. Die 1968er seien als „Spätausläufer“ nicht die Lösung des Totalitarismus-Problems, sondern ein Teil des Problems selbst. Auch bei der Liberalisierung der Moral und Sitten seien die 68er nicht die Auslöser, sondern lediglich Nutznießer eines Prozesses gewesen, der schon in den 1950er Jahren begonnen habe. „Es ist schwer, den eigenen Töchtern und Söhnen zu erklären, was einen damals trieb“, so Aly angesichts seiner eigenen Biographie.
Alys Buch über die politische Generation der 68er führte zu einer lebhaften Diskussion der Grundlagen der 68er-Bewegung. Der Historiker Norbert Frei erklärte zu Alys Vergleich zwischen der „Generation von 1933“ und den 68ern: „Ich meine, hier hat sich einer um des medialen Knalleffekts willen zu einer historiographisch völlig überzogenen Darstellung hinreißen lassen.“ Der 68er-Generation eine 33er an die Seite zu stellen, dient nach Freis Auffassung „allein der Provokation, nicht der historischen Erkenntnis“. Rudolf Walther wirft Aly vor, seine Gleichsetzung von 68er- und nationalsozialistischen Studenten sei ein Kurzschluss aufgrund lediglich gewisser äußerlicher Ähnlichkeiten. In ähnlicher Weise äußerte sich auch Wolfgang Kraushaar in seiner Replik Hitlers Kinder? Eine Antwort auf Götz Aly.

### Luf-Boot
In seinem 2021 erschienenen Buch Das Prachtboot untersucht Aly am Beispiel des Luf-Bootes, wie sich in der Kolonialzeit deutsche Kaufleute und Abenteurer in der Südsee mit Gewalt, Zerstörungswut und Gier kulturelle Schätze aneigneten oder raubten. Das um 1890 gebaute Boot wurde 1903 von der Insel Luf nach Deutschland gebracht und wird im Ethnologischen Museum in Berlin ausgestellt.

## Auszeichnungen
- 2002 Heinrich-Mann-Preis der Akademie der Künste Berlin
- 2003 Marion-Samuel-Preis der „Stiftung Erinnerung Lindau“[33]
- 2007 Bundesverdienstkreuz am Bande
- 2012 Ludwig-Börne-Preis
- 2018 „Estrongo Nachama Preis für Zivilcourage und Toleranz“ der Berliner Stiftung Meridian[34]
- 2018 Geschwister-Scholl-Preis für Europa gegen die Juden. 1880–1945[35]
- 2020 Max-Herrmann-Preis der Freunde der Staatsbibliothek zu Berlin e. V.[36]

## Schriften
- Wofür wirst du eigentlich bezahlt? Möglichkeiten praktischer Erzieherarbeit zwischen Ausflippen und Anpassung. Rotbuch, Berlin 1978, ISBN 3-88022-163-4.
- Mit Udo Knapp: Staatliche Jugendpflege und Lebensbedürfnisse von Jugendlichen. Eine kritische Analyse der Arbeit des Amtes für Jugendpflege (Jug VI) der Abteilung Jugend und Sport des Bezirksamts Spandau von Berlin in den Jahren 1972–1977. (Zugl.: Berlin, Freie Univ., Diss., 1978).
- Mit Monika Aly, Morlind Tumler: Kopfkorrektur oder der Zwang, gesund zu sein. Ein behindertes Kind zwischen Therapie und Alltag. Rotbuch, 1981, ISBN 3-88022-240-1.
- Mit Karl Heinz Roth: Die restlose Erfassung. Volkszählen, Identifizieren, Aussondern im Nationalsozialismus. Rotbuch, Berlin 1984, ISBN 3-88022-282-7.
- Mit Peter Chroust, Hans-Dieter Heilmann: Biedermann und Schreibtischtäter. Materialien zur deutschen Täter-Biographie (= Beiträge zur nationalsozialistischen Gesundheits- und Sozialpolitik. Band 4). Berlin 1987, ISBN 3-88022-953-8 (dieser Band entstand in Zusammenarbeit mit dem Projekt „Täterbiographien“ des Hamburger Instituts für Sozialforschung)
- Aktion T4 1939–1945. Die „Euthanasie“-Zentrale in der Tiergartenstraße 4. Edition Hentrich, Berlin 1989, ISBN 3-926175-66-4.
- Mit Susanne Heim: Vordenker der Vernichtung. Auschwitz und die deutschen Pläne für eine neue europäische Ordnung. 2004 (zuerst 1991), ISBN 3-596-11268-0; erweiterte Neuausgabe Fischer Taschenbuch, Frankfurt am Main 2013, ISBN 978-3-596-19510-7.
- Demontage…: Revolutionärer oder restaurativer Bildersturm? Kramer, Berlin 1992, ISBN 3-87956-183-4.
- Mit Susanne Heim: Das Zentrale Staatsarchiv in Moskau („Sonderarchiv“). Rekonstruktion und Bestandsverzeichnis verschollen geglaubten Schriftguts aus der NS-Zeit. Düsseldorf 1992.
- „Endlösung“. Völkerverschiebung und der Mord an den europäischen Juden. 1999 (zuerst 1995), ISBN 3-596-50231-4.
- Macht, Geist, Wahn. Kontinuitäten deutschen Denkens. Fischer Taschenbuch, Frankfurt am Main 1999 (zuerst 1997), ISBN 3-596-13991-0.
- Rasse und Klasse. Nachforschungen zum deutschen Wesen. S. Fischer, Frankfurt am Main 2003, ISBN 3-10-000419-1.
- Mit Christian Gerlach: Das letzte Kapitel. Der Mord an den ungarischen Juden 1944–1945. Fischer Taschenbuch, Frankfurt am Main 2004, ISBN 3-596-15772-2 (Rezensionen).
- Im Tunnel. Das kurze Leben der Marion Samuel 1931–1943. 3. Auflage. Fischer Taschenbuch, Frankfurt am Main 2004, ISBN 3-596-16364-1.
- Hitlers Volksstaat. Raub, Rassenkrieg und nationaler Sozialismus. S. Fischer, Frankfurt am Main 2005, ISBN 3-89331-607-8 (Bundeszentrale für politische Bildung), ISBN 3-10-000420-5 (Fischer).
- Mit Michael Sontheimer: Fromms – Wie der jüdische Kondomfabrikant Julius F. unter die deutschen Räuber fiel. S. Fischer, Frankfurt am Main 2007, ISBN 3-10-000422-1.
- Unser Kampf 1968 – ein irritierter Blick zurück. S. Fischer, Frankfurt am Main 2008, ISBN 978-3-10-000421-5. Taschenbuch 2009, ISBN 978-3-596-17778-3 (Interview).
- Warum die Deutschen? Warum die Juden? – Gleichheit, Neid und Rassenhass 1800–1933. S. Fischer, Frankfurt am Main 2011, ISBN 978-3-10-000426-0.
- Die Belasteten. „Euthanasie“ 1939–1945. Eine Gesellschaftsgeschichte. S. Fischer, Frankfurt am Main 2013, ISBN 978-3-10-000429-1.
- Volk ohne Mitte. Die Deutschen zwischen Freiheitsangst und Kollektivismus. S. Fischer, Frankfurt am Main 2015, ISBN 978-3-10-000427-7.[37][38]
- Europa gegen die Juden. 1880–1945. S. Fischer, Frankfurt am Main 2017, ISBN 978-3-10-000428-4.
- Das Prachtboot. Wie Deutsche die Kunstschätze der Südsee raubten. S. Fischer, Frankfurt am Main 2021, ISBN 978-3-10-397036-4.
- Unser Nationalsozialismus: Reden in der deutschen Gegenwart, S. Fischer, Frankfurt am Main, 2023, ISBN 978-3-10-397196-5.

Herausgeberschaften
- Volkes Stimme. Skepsis und Führervertrauen im Nationalsozialismus. Fischer Taschenbuch, Frankfurt am Main 2006; 224 S., ISBN 3-596-16881-3 (Rezension von Harald Welzer in: Die Zeit. Nr. 48, 23. November 2006).
- Die Verfolgung und Ermordung der europäischen Juden durch das nationalsozialistische Deutschland 1933–1945. Bd. 1: Deutsches Reich 1933–1937. Hrsg.: Götz Aly, Wolf Gruner, Susanne Heim, Ulrich Herbert, Hans Dieter Kreikamp, Horst Möller, Dieter Pohl, Hartmut Weber; Oldenbourg Verlag, München 2007, ISBN 3-486-58480-4, Rezensionen im Perlentaucher
- Siegfried Lichtenstaedter: Prophet der Vernichtung. Über Volksgeist und Judenhass. S. Fischer, Frankfurt am Main 2019, ISBN 978-3-10-397421-8.
- Siegfried Lichtenstaedter: Nilpferdpeitsche und Kultur. Eine Streitschrift aus dem Jahr 1897 über die Zivilisierung der Kolonien. Comino, Berlin 2021, ISBN 978-3-945831-30-4.